# Diamesa cheimatophila
Diamesa cheimatophila är en tvåvingeart som beskrevs av Dean Cyrus Hansen 1976. Diamesa cheimatophila ingår i släktet Diamesa och familjen fjädermyggor.
Artens utbredningsområde är New York. Inga underarter finns listade i Catalogue of Life.